# Баракат, Амр
Амр Баракат Элболаси (араб. عمرو بركات‎; 1 октября 1991) — египетский футболист, полузащитник египетского клуба «Эль Дахлея».

## Клубная карьера
Амр — воспитанник клубов «Аль-Ахли» и «Замалек», однако, дебютировал на профессиональном уровне за клуб «Миср эль-Макаса». Проявив себя, сыграв 48 матчей и забив 9 голов, перешёл в бельгийский «Льерс», а через год, в 2017 году вернулся в «Аль-Ахли». Сыграв один матч, игрок отправился в аренду в саудовский «Аль-Шабаб» и «Смуху».